# Camel Meriem
Camel Meriem (*Montbéliard, Francia, ), futbolista francés, de origen argelino. Juega de centrocampista y su actual equipo es el Apollon Limassol.

## Selección nacional
Ha sido internacional con la Selección nacional de fútbol de Francia, ha jugado 3 partidos internacionales.

## Clubes
| Club                   | País       | Año       |
| ---------------------- | ---------- | --------- |
| FC Sochaux-Montbéliard | Francia    | 1998-2002 |
| Girondins de Burdeos   | Francia    | 2002-2003 |
| Olympique de Marsella  | Francia    | 2003-2004 |
| Girondins de Burdeos   | Francia    | 2004-2005 |
| AS Monaco              | Francia    | 2005-2009 |
| Blackburn Rovers       | Inglaterra | 2009      |
| Aris FC                | Grecia     | 2010      |
| AC Arles               | Francia    | 2010-2011 |
| Olympique de Niza      | Francia    | 2011-     |

## Palmarés

### Campeonatos nacionales
| Título                     | Club                 | País    | Año  |
| -------------------------- | -------------------- | ------- | ---- |
| Ligue 2                    | FC Sochaux           | Francia | 2001 |
| Copa de la Liga de Francia | Girondins de Burdeos | Francia | 2002 |

## Sitios
- Arles-Avignon.com (Francés/Español/Inglés)

- Datos: Q704406
- Multimedia: Camel Meriem / Q704406